# Mount Orab (Ohio)
Mount Orab es una villa ubicada en el condado de Brown en el estado estadounidense de Ohio. En el Censo de 2010 tenía una población de 3664 habitantes y una densidad poblacional de 159,19 personas por km².

## Geografía
Mount Orab se encuentra ubicada en las coordenadas 39°1′39″N 83°55′20″O / 39.02750, -83.92222. Según la Oficina del Censo de los Estados Unidos, Mount Orab tiene una superficie total de 23.02 km², de la cual 23.02 km² corresponden a tierra firme y (0%) 0 km² es agua.

## Demografía
Según el censo de 2010, había 3664 personas residiendo en Mount Orab. La densidad de población era de 159,19 hab./km². De los 3664 habitantes, Mount Orab estaba compuesto por el 97.71% blancos, el 0.71% eran afroamericanos, el 0.08% eran amerindios, el 0.6% eran asiáticos, el 0% eran isleños del Pacífico, el 0.16% eran de otras razas y el 0.74% pertenecían a dos o más razas. Del total de la población el 0.6% eran hispanos o latinos de cualquier raza.